# Chen Cheng
Chen Cheng (en chino trad.: 陳誠; en chino simple: 陈诚; en pinyin: Chén Chéng) (4 de enero de 1897 - 5 de marzo de 1965), fue un político y militar chino, que participó en la guerra civil china, la segunda guerra sino-japonesa y fue uno de los principales generales del Kuomintang, desempeñándose como gobernador de Taiwán bajo la República de China en la posguerra. También fue Vicepresidente y Premier del mencionado estado. Apoyado por Chiang Kai-shek, inició un programa de reformas agrarias, que le otorgó apoyo popular.

## Experiencia
Chen Cheng nació en Qingtian, Zhejiang, y se graduó de la Academia Militar Baoding (保定軍校) en 1922, entrando a la Academia Whampoa dos años después. Aquí conoció a Chiang Kai-shek, quien era comandante de la Academia. Chen luego se unió al Ejército Nacional Revolucionario y participó en la Expedición del Norte. En esta campaña ascendió rápidamente, pasando de mandar batallones a divisiones en un año. Concluida la campaña, Chen siguió combatiendo contra los señores de la guerra, siendo promovido a comandante del 18.º ejército.
En 1931, Chen recibió la orden de combatir al entonces pequeño Ejército Popular de Liberación, librándose varias campañas en las que las fuerzas de Chen sufrieron fuertes bajas. En la quinta campaña, la derrota de los comunistas chinos fue decisiva, y estos tuvieron que escapar cruzando el país, en un episodio conocido como la Larga Marcha.
Después del incidente de Xi'an en 1936, Chiang Kai-shek tuvo que suspender los combates con los comunistas, con el objetivo de detener a las fuerzas invasoras del Imperio del Japón.
Después de la derrota en la batalla de Shanghái, Chen se movió  Hubei y comandó a las fuerzas chinas en la batalla de Wuhan, en 1938. No obstante, su defensa fracasó y el 25 de octubre de 1938, la ciudad fue tomada por el enemigo. Chen siguió comandando las fuerzas chinas en la batalla de Changsha y la batalla de Yichang, entre otras. Luego fue designado al Frente chino de Birmania, entonces ocupado por los japoneses, pero fue reemplazado por el general Wei Lihuang por motivos de salud.
Al finalizar la guerra con Japón, Chen se convirtió en Jefe del Estado Mayor General chino, e inició una serie de incursiones contra los territorios controlados por los comunistas chinos. En 1947 Chen fue enviado a Manchuria, para continuar la lucha con los comunistas de la región, pero sufrió una serie de derrotas en las que perdió millón y medio de hombres [cita requerida], razón por la cual fue destituido de su cargo en 1948.
En 1949 fue designado Gobernador de Taiwán para ayudar a preparar el camino para la llegada de los partidarios del Kuomintang, cuando quedó claro que la facción nacionalista iba a perder la guerra civil china. Cuando la esperada retirada a la isla ocurrió, Chen ocupó varios puestos importantes, como Vicepresidente ejecutivo del Kuomintang, Vicepresidente y Premier de la República de China. En los siguientes años introdujo diversas reformas económicas y agrarias.
Chen murió en 1965 de tumores hepáticos. Sus restos fueron cremados e inicialmente depositados en un parque con un museo construido en su honor, pero en agosto de 1995 fueron movidos al monasterio de Fo Guang Shan.
Su hijo Chen Li-an, de su matrimonio con Tan Xiang, hija de Tan Yankai, también se convirtió en político, enfrentando diversos escándalos.